# 梁鹤鸣墓
梁鹤鸣墓位于中国广东省佛山市三水区白坭镇龙池乡的东村，建于1588年，1983年公布为三水市文物保护单位，2006年10月25日列入第四批佛山市文物保护单位。